# Litoria wisselensis
Litoria wisselensis es una especie de anfibio anuro de la familia Pelodryadidae.

## Distribución geográfica
Esta especie es endémica del oeste de Nueva Guinea en Indonesia. Habita en las cercanías de Enarotali, en la provincia de Papúa, a unos 1700 m de altitud en las montañas Maoke.

## Descripción
Litoria wisselensis mide de 24 a 32 mm para los machos y de 29 a 37 mm para las hembras. Su coloración es extremadamente variable de azul a marrón con o sin manchas claras u oscuras.

## Etimología
Su nombre de especie, compuesto de wissel y el sufijo latín -ensis, significa "que vive adentro, que habita", y le fue dado en referencia al lugar de su descubrimiento, en la región de Wissel Lakes en las Montañas Maoke.

## Publicación original
- Tyler, 1968 : Papuan hylid frogs of the genus Hyla. Zoologische verhandelingen, vol. 96, p. 1-203[6]